# Back in Time
«Back In Time» es una canción del rapero estadounidense Pitbull, lanzado como el primer sencillo de la banda sonora de la secuela de la película de ciencia ficción, Hombres de Negro 3. El sencillo fue lanzado a través de descarga digital el 27 de marzo de 2012, antes de ser emitido físicamente en Alemania el 25 de mayo de 2012.

## Composición
"Back in Time" es una canción con mezclas del hip-hop, electro, dubstep, y con cierta influencia del R&B de la década de 1950 y el rock & roll. Contiene un sampleo del riff de la guitarra y el último verso de "Love Is Strange", original de la banda del dúo de R&B, Mickey & Sylvia, que se puede escuchar en una escena ambientada en un ascensor durante la película.

## Lista de canciones
Descarga digital
1. "Back in Time" - 3:25

CD sencillo
1. "Back in Time" - 3:25
2. "Back in Time" (Extended Mix) - 4:47
3. "Back in Time" (Play N Skillz Remix) - 4:29
4. "Back in Time" (Gregor Salto Remix) - 4:23

## Posicionamiento en listas
| Listas (2012)                         | Mejor posición |
| ------------------------------------- | -------------- |
| Alemania (Offizielle Deutsche Charts) | 5              |
| Australia (ARIA)                      | 4              |
| Austria (Ö3 Austria Top 40)           | 1              |
| Bélgica (Flandes) (Ultratop 50)       | 8              |
| Bélgica (Valonia) (Ultratop 50)       | 9              |
| Canadá (Canadian Hot 100)             | 4              |
| República Checa (Rádio Top 100)       | 2              |
| Dinamarca (Tracklisten)               | 21             |
| España (Top 100 Canciones)            | 35             |
| Estados Unidos (Billboard Hot 100)    | 11             |
| Estados Unidos (Billboard Pop Songs)  | 14             |
| Estados Unidos (Billboard Rap Songs)  | 20             |
| Francia (SNEP)                        | 3              |
| Honduras (Honduras Top 50)            | 1              |
| Hungría (Dance Top 40)                | 2              |
| Hungría (Rádiós Top 40)               | 6              |
| Irlanda (IRMA)                        | 15             |
| Italia (FIMI)                         | 50             |
| México (Billboard Mexican Airplay)    | 41             |
| Nueva Zelanda (Recorded Music NZ)     | 10             |
| Países Bajos (Mega Single Top 100)    | 88             |
| Polonia (Polish Airplay Top 100)      | 1              |
| Reino Unido (UK Singles Chart)        | 21             |
| Reino Unido (R&B Singles)             | 5              |
| Rumania (Romanian Top 100)            | 15             |
| Suiza (Schweizer Hitparade)           | 6              |